# Osteocephalus phasmatus
Osteocephalus phasmatus är en groddjursart som beskrevs av Ross D. MacCulloch och Lathrop 2005. Osteocephalus phasmatus ingår i släktet Osteocephalus och familjen lövgrodor. IUCN kategoriserar arten globalt som otillräckligt studerad. Inga underarter finns listade i Catalogue of Life.